# James Eric Drummond

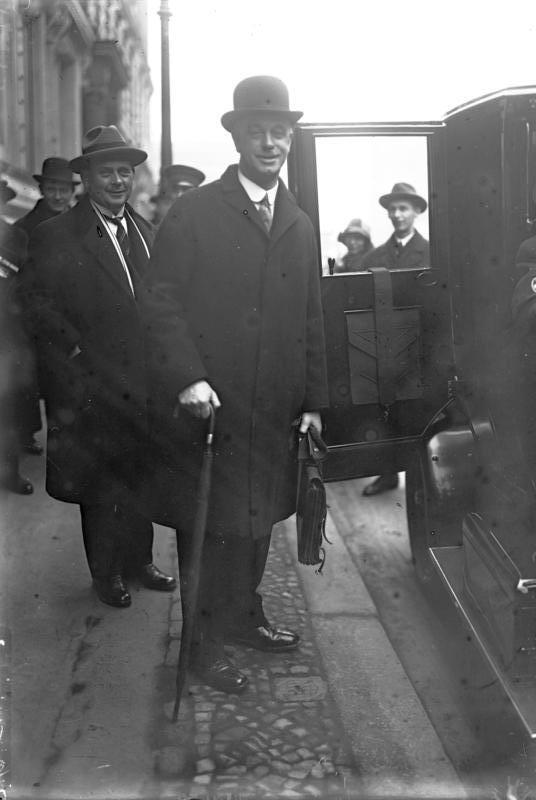
James Eric Drummond

James Eric Drummond, 16. Earl Perth (ur. 17 sierpnia 1876 w Yorku, zm. 15 grudnia 1951 w Rogate) – brytyjski dyplomata, pierwszy sekretarz generalny Ligi Narodów w latach 1919–1933, następnie ambasador Wielkiej Brytanii we Włoszech. Członek Izby Lordów.
Pochodził z arystokratycznej rodziny szkockiej, ukończył Eton College. Od 1900 roku pracował w dyplomacji brytyjskiej, był między innymi osobistym sekretarzem ministrów spraw zagranicznych: Edwarda Greya i Arthura Balfoura. Uczestniczył w rozmowach konferencji pokojowej w Paryżu. Po utworzeniu Ligi Narodów został zaproponowany przez prezydenta Wilsona na jej pierwszego sekretarza generalnego. Pełnił tę funkcję do 1933 roku.
W latach 1933–1939 był ambasadorem Wielkiej Brytanii we Włoszech. Próbował osłabić związki Mussoliniego z Hitlerem, w 1938 roku doprowadził do zawarcia przez Wielką Brytanię i Włochy porozumienia w sprawach wojny domowej w Hiszpanii i włoskiej ekspansji kolonialnej w Afryce Wschodniej. Po powrocie do Wielkiej Brytanii pełnił funkcję szefa doradców Ministerstwa Informacji. Od 1941 roku był członkiem Izby Lordów, od 1946 roku do śmierci zastępcą przewodniczącego klubu Partii Liberalnej.